# 莫里斯号驱逐舰 (DD-417)
莫里斯号驱逐舰（英語：USS Morris，舷号：DD-417），是美國海軍于第二次世界大战前建造的一艘辛姆斯级驱逐舰，舰名取自查尔斯·莫里斯海军少将。她是美国海军历史上第七艘以莫里斯为名的军舰。莫里斯号服役期间参加了太平洋战场的众多战役，虽然获得战斗之星数量存在争议，其获得这一荣誉的次数依然在同级舰与其他美国二战驱逐舰中位居前列。
莫里斯号由莫里斯少将的曾孙女查尔斯·R·那特（Charles R. Nutter）夫人冠名，于1938年6月7日在弗吉尼亚州诺福克海军造船厂铺设龙骨，次年6月1日下水。在结束试航与调整工作后，1940年3月5日，莫里斯号正式服役，交由哈利·比恩·加勒特中校指挥。

## 设计与装备
西姆斯级驱逐舰的主体构造与班汉级驱逐舰类似，但在其基础上改进了舰体流线结构和武器布局，使其在2具西屋电气蒸汽涡轮机的推进下最高能够达到37节航速。该级驱逐舰早期搭载有5座单装5英寸38倍径主炮、2座四联装21英寸鱼雷发射管和4座.50机枪，但其中一座主炮随后因稳心过高问题而被拆除，随着战事进展，西姆斯级的防空火力和反潜装备也得到过加强。此外，该级驱逐舰还搭载有多种当时较为先进的技术，使其在续航、火炮准度等方面相较于过往船型有了一定程度的提高。

## 服役历史
莫里斯号服役不久即被选为第2驱逐舰中队的旗舰，于美国本土沿岸海域训练。1941年夏天，她短暂加入大西洋舰队执行中立巡逻任务，但随着美国在珍珠港事件爆发后对日本宣战，她被召回并前往查尔斯顿海军造船厂改造。1942年1月3日，莫里斯号成为美军第一艘配备火控雷达的驱逐舰，离开船厂开赴珍珠港，并于二月底在那里重新加入其所属中队。
3月16日，莫里斯号跟随第十七特遣舰队启程前往努美阿，并参加了随后爆发的珊瑚海海战。战役准备阶段，她掩护舰队中的航空母舰突袭图拉吉岛与路易西亞德群島，期间为她们的飞机提供指引。5月4日至8日战役期间，她为约克城号与列克星敦号航空母舰提供掩护，并取得击落一架，击伤两架来袭日军飞机的战果。列克星敦号在随后的战斗中严重受损并弃船，莫里斯号接收了其舰上约500名船员。由于救援过程中发生事故，莫里斯号随后返回珍珠港进行紧急维修，并在达到作战标准后迅速返回作战舰队，参加一个月后爆发的中途岛海战。6月5日，她又参加了对约克城号的救援工作，接收了超过500名战斗人员。
8月下旬，莫里斯号加入第六十一特遣舰队支援瓜達爾卡納爾島戰役。接下来的两个月内，她转战所罗门群岛附近各海域，为航空母舰与其他船只提供护航。8月25日，在结束对吉尔伯特群岛为期三天的独立扫荡后，她重新加入第17特遣舰队参加随后爆发的聖克魯斯群島戰役。海战中，莫里斯号击落了6架日军飞机，并在大黄蜂号航空母舰遭到重创后前往救起550名船员。救援结束后，她前往圣灵岛修复在战斗中遭到破坏的上层建筑。随后，她跟随企业号航空母舰返回瓜达尔卡纳尔岛，并在拉塞尔号驱逐舰的护航下作为运输舰执行任务。
1943年5月，莫里斯号离开南太平洋，前往阿留申群島支援盟军对阿图岛、基斯卡島等日军基地展开的行动。随后，她返回加利福尼亚州旧金山进行为期七周的修理与改造。试航完成后，她护送利斯科梅湾号、安齐奥号和科雷吉多尔号护航航空母舰前往中太平洋，进驻位于馬紹爾群島的盟军基地。1944年1月30日，她跟随一支美军舰队炮击沃杰环礁，随后为夸贾林的盟军部队提供火力支援，协助瓦解当地日军的反击攻势。2月中旬，莫里斯号跟随第51.11特混舰队离开夸贾林，前往协助占领埃內韋塔克環礁。17日，莫里斯号抵达目的地开始执行任务，24日，她启程返回珍珠港。
1944年4月，莫里斯号跟随第7舰队前往新幾內亞支援盟军在查亚普拉的登陆行动。5月和6月，她在比亞克島登陆战期间往返于托姆-瓦克德-萨米一线提供火力支援。7月，她又前往農福爾島和桑萨波尔角打击当地日军。8月，她在完成位于哈马黑拉岛和摩羅泰島的任务后，启程前往菲律宾海域，为接下来的大规模行动做准备。8月16日，莫里斯号跟随第8.6特混舰队前往萊特灣。21日，她成功护送增援部队和补给舰抵达目的地，随后于美军前哨基地换装更为先进的防空系统，这一改装协助其更好应对神风特攻队的袭击。此后的数月时间里，她一直为莱特湾海域的盟军船只提供掩护。
1945年初，莫里斯号启程开赴呂宋战场，执行登陆前的炮击行动。1月9日，盟军登陆本岛，此后的18天里，她一直驻留在附近海域，执行护航、炮火支援、神风特攻队防御等任务。在结束位于吕宋的任务后，莫里斯号被重新分配至第5舰队并为冲绳战役做准备。4月1日，她跟随第51.11特混舰队抵达慶良間群島，随后为附近海域的运输舰与油轮提供防空与反潜护航。4月11日，正当她在A-11号站点附近巡逻时，一架携带重型航空炸弹或鱼雷的九七式艦上攻擊機突然出现在左舷方向海平面并迅速靠近。莫里斯号上的船员立即进入战斗岗位并向这架飞机倾泻火力，然而这些防御措施没能阻止飞机进入攻击姿态。18时15分，该机撞击莫里斯号，撞击点位于1、2号主炮塔之间，爆炸导致火势迅速蔓延。2个小时后，火势得到基本控制，并在半个小时后被完全扑灭。庆良间群岛的美军损管小组对莫里斯号进行了紧急修理，加固了损坏的船艏并排干了船舱中的积水，转向系统也基本恢复正常。此次袭击共造成舰上13人阵亡，45人受伤。
5月22日，莫里斯号启程返回美国本土，并于6月18日抵达旧金山海军造船厂，经过军方技术人员考察，认为其不再具有出海航行和远洋作战的能力，遂于11月9日将其退役。11月28日，莫里斯号从美国海军除籍。1947年8月2日，在解除武装后，她被售予富兰克林废弃船只公司处理。1949年7月17日，她又被转售给位于洛杉矶的国家金属与钢铁公司，并在那里接受拆解。

## 荣誉
莫里斯号驱逐舰在第二次世界大战期间共获得16枚战斗之星：
| 战役或行动               | 日期（包含期间各任务段）    |
| ------------------------ | --------------------------- |
| 珊瑚海海战               | 1942年5月4日至8日           |
| 中途岛海战               | 1942年6月3日至6日           |
| 瓜达尔卡纳尔岛攻防战     | 1942年10月1日至1943年2月8日 |
| 布因－范锡－拓诺来突袭   | 1942年10月5日               |
| 圣克鲁斯群岛海战         | 1942年10月26日              |
| 第三次瓜达尔卡纳尔岛突袭 | 1942年11月12日至15日        |
| 伦内尔岛战役             | 1943年1月29日至30日         |
| 所罗门群岛南线阵地构筑   | 1943年3月11日               |
| 阿留申群岛战役           | 1943年5月11日至6月2日       |
| 吉尔伯特群岛战役         | 1943年11月20日至29日        |
| 马绍尔群岛战役           | 1944年1月31日至2月24日      |
| 亚太地区突袭             | 1944年3月30日至4月1日       |
| 新几内亚西部战役         | 1944年5月17日至9月15日      |
| 莱特湾战役               | 1944年10月16日至11月29日    |
| 吕宋岛战役               | 1945年1月4日至18日          |
| 冲绳岛战役               | 1945年4月1日至5月22日       |

## 历任舰长
| 姓名       | 译名                     | 军衔 | 任职时间                    |
| ---------- | ------------------------ | ---- | --------------------------- |
|            | 哈利·比恩·加勒特         | 中校 | 1940年3月5日                |
|            | 伦道夫·伯顿·博伊尔       | 少校 | （资料缺失）                |
|            | 哈利·比恩·加勒特         | 中校 | 1942年5月18日               |
|            | 查尔斯·杰克逊            | 少校 | 1942年6月23日               |
|            | 伦道夫·伯顿·博伊尔       | 少校 | 1942年7月6日                |
|            | 查尔斯·杰克逊            | 少校 | 1942年7月13日               |
|            | 伦道夫·伯顿·博伊尔       | 少校 | 1942年8月9日                |
|            | 爱德华·斯蒂特·伯恩斯     | 少校 | 1943年2月28日               |
|            | 诺曼·爱德华·瓦特         | 上尉 | 1943年8月3日                |
|            | 弗朗西斯·托马斯·威廉姆森 | 中校 | 1943年10月26日              |
|            | 戈登·伦纳德·卡斯韦尔     | 中校 | 1944年1月15日               |
|            | 小雷克斯福德·维纳尔·惠勒 | 中校 | 1944年9月10日-1945年11月9日 |
| 参考文献： |                          |      |                             |